# Эль-Камсия
Эль-Камсия (араб. القمصية‎) — небольшой город на северо-западе Сирии, расположенный на территории мухафазы Тартус. Входит в состав района Эш-Шейх-Бадр. Является центром одноимённой нахии.

## Географическое положение
Город находится на севере центральной части мухафазы, к западу от южной оконечности хребта Ансария, на высоте 508 метров над уровнем моря.

Эль-Камсия расположена на расстоянии приблизительно 17 километров к северо-востоку от Тартуса, административного центра провинции и на расстоянии 165 километров к северо-северо-западу (NNW) от Дамаска, столицы страны.

## Население
По данным официальной переписи 2004 года численность населения города составляла 2244 человека (1155 мужчин и 1089 женщин). В конфессиональном составе населения преобладают алавиты.

## Транспорт
Ближайший гражданский аэропорт — Международный аэропорт имени Басиля Аль-Асада.